# كايزوكا (أوساكا)
مدينة كايزوكا (بالإنجليزية: Kaizuka)‏ هي أحد المدن التابعة لمحافظة أوساكا. تأسست رسميًا في 01/05/1943. ويقدر عدد سكانها بـ 90447 نسمة حسب تقدير مكتب الإحصاء الياباني لعام 2012. تبلغ مساحة كايزوكا 43.99 كم2. بكثافة سكانية تبلغ 2056 نسمة/كم2.

## أعلام
- أيا هيساكاوا